# قراولخانه کلاته سید علی
این اثر نقش چاپار خانه و دیده بان شهر نهبندان را داشته وتا سال 1335قابل استفاده به عنوان پاسگاه نظامی بوده‌است مصالح بکار رفته در آن سنگ،خشت خام، و کاهگل می‌باشد همچنین در ایامی پناهگاه مناسب و امن برای اهالی در مقابل حملهٔ اشرار و دزدان و راهزنان بوده‌است طبق گفتهٔ مهندس صادق جعفری (دهیار روستا) متأسفانه در حال حاضر(1397) این اثر تاریخی مورد بی مهری مسولان اداره میراث فرهنگی قرار گرفته و در حال تخریب می‌باشد....
قراولخانه کلاته سید علی مربوط به اوایل دوره قاجار است و در شهرستان نهبندان، بخش مرکزی، روستای کلاته سید علی واقع شده و این اثر در تاریخ ۷ مرداد ۱۳۸۲ با شمارهٔ ثبت ۹۳۱۸ به‌عنوان یکی از آثار ملی ایران به ثبت رسیده است.